# 広島県道203号安芸阿賀停車場線
広島県道203号安芸阿賀停車場線（ひろしまけんどう203ごう あきあがていしゃじょうせん）は、広島県呉市を通る一般県道である。

## 概要
JR西日本呉線 安芸阿賀駅から国道185号交点を結ぶ。

### 路線データ
- 起点：呉市阿賀中央6丁目（JR西日本呉線 安芸阿賀駅前）
- 終点：呉市阿賀中央6丁目（阿賀駅前交差点、国道185号交点）
- 総延長：104 m

## 地理

### 通過する自治体
- 呉市

### 交差する道路
| 交差する道路                                       | 交差する場所  | 交差する場所          |
| -------------------------------------------------- | ------------- | --------------------- |
| 国道185号 国道375号 重複 広島県道66号呉環状線 重複 | 阿賀中央6丁目 | 阿賀駅前交差点 / 終点 |

### 沿線
- JR西日本呉線 安芸阿賀駅
- 呉市役所 阿賀支所・阿賀市民センター